# Férfi 100 méteres síkfutás a 2015. évi nyári európai ifjúsági olimpiai fesztiválon
A 2015. évi nyári európai ifjúsági olimpiai fesztiválon az atlétikai versenyszámokat Tbilisziben rendezték. A férfi 100 méteres síkfutás selejtezőit július 27.-én, a döntőt pedig július 28.-án rendezték.

## Rekordok
A versenyt megelőzően a következő rekordok voltak érvényben:
| Ifjúsági világrekord | Yoshihide Kiryu (Japán)     | 10.19 |
| EYOF rekord          | Davis Luke (Nagy-Britannia) | 10.45 |

## Selejtező
Minden selejtezőcsoport első 2 helyezettje (Q) illetve a további legjobb 2 időeredménnyel (q) rendelkező sportoló jutott tovább a döntőbe. Minden nemzet egyetlen sportolóval képviselhette magát.
| H  | Csoport | Név                            | Nemzet           | E     | Mj   |
| -- | ------- | ------------------------------ | ---------------- | ----- | ---- |
| 1  | 3       | Lauri Tuomilehto               | Finnország       | 10.60 | Q SB |
| 2  | 2       | Henrik Roger Larsson           | Svédország       | 10.82 | Q SB |
| 3  | 3       | Bruno Penezic                  | Horvátország     | 10.99 | Q PB |
| 4  | 1       | Pol Retamal Avila              | Spanyolország    | 11.04 | Q    |
| 5  | 3       | Stepan Hampl                   | Csehország       | 11.09 | q    |
| 6  | 2       | Luc Bertrand                   | Franciaország    | 11.11 | Q    |
| 7  | 3       | Bryan Pronk                    | Hollandia        | 11.11 | q    |
| 8  | 3       | Ramazan Akkaya                 | Törökország      | 11.12 |      |
| 9  | 2       | Laurynas Toleikis              | Litvánia         | 11.13 |      |
| 10 | 1       | Antonio Ivanov                 | Bulgária         | 11.17 | Q    |
| 11 | 1       | Enrico Cavagna                 | Olaszország      | 11.19 |      |
| 12 | 2       | Ognjen Stojanovic              | Szerbia          | 11.24 |      |
| 13 | 1       | Cedric Simon Hank              | Svájc            | 11.28 |      |
| 14 | 1       | Marcel Zilavy                  | Szlovákia        | 11.33 |      |
| 15 | 1       | Vagif Baghirov                 | Azerbajdzsán     | 11.34 |      |
| 16 | 2       | Stanislau Bialiauski           | Fehéroroszország | 11.40 |      |
| 17 | 2       | Isaac Kwame Asare              | Ausztria         | 11.50 |      |
| 18 | 3       | Andrei Ionut Constantin Ghetea | Románia          | 11.61 |      |
| 19 | 1       | Ernes Kozar                    | Koszovó          | 11.64 |      |
| -  | 3       | Aljosa Skok                    | Szlovénia        | -     | DNS  |

## Döntő
| H     | Név                  | Nemzet        | E     | Mj  |
| ----- | -------------------- | ------------- | ----- | --- |
| Arany | Henrik Roger Larsson | Svédország    | 10.72 | SB  |
| Ezüst | Lauri Tuomilehto     | Finnország    | 10.82 |     |
| Bronz | Pol Retamal Avila    | Spanyolország | 10.92 |     |
| 4     | Stepan Hampl         | Csehország    | 11.01 |     |
| 5     | Luc Bertrand         | Franciaország | 11.01 |     |
| 5     | Bryan Pronk          | Hollandia     | 11.02 |     |
| 7     | Bruno Penezic        | Horvátország  | 11.10 |     |
| -     | Antonio Ivanov       | Bulgária      | -     | DNF |